# Núi Obama
Núi Obama, được biết đến với tên gọi đỉnh Boggy, là đỉnh cao nhất của dãy núi Shekerley và là điểm cao nhất của đảo quốc Antigua và Barbuda .
Núi Obama có độ cao 402 mét (1,319 ft), nằm ở tây nam đảo . Từ đỉnh này có thể nhìn thấy các hòn đảo bao quanh Montserrat và Guadeloupe .

## Đổi tên
Đỉnh vốn có tên là đỉnh Boggy. Vào ngày 4 tháng 8 năm 2009, ngày sinh nhật thứ 48 của Tổng thống thứ 44 của Hoa Kỳ Barack Obama, Thủ tướng Antigua Baldwin Spencer đã đổi tên thành núi Obama .